# Holzspanwerkstoff

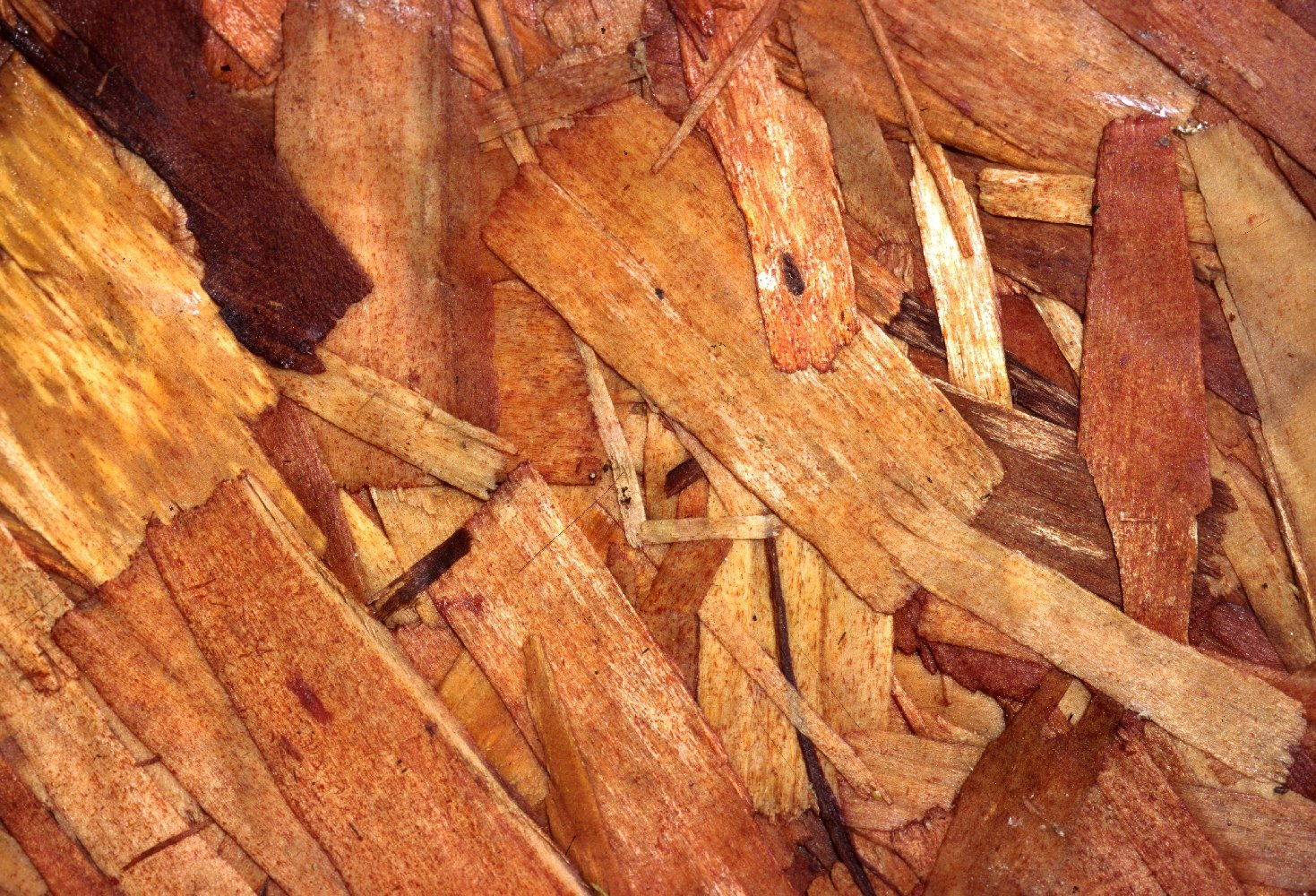
Grobspanplatte

Holzspanwerkstoffe oder auch Spanplatten im weiteren Sinne sind Holzwerkstoffe, die aus Holzspänen und einem Kunstharzleim mittels Wärme und Druck hergestellt werden. Spanplatten sind die weltweit am meisten genutzte Art der Holzwerkstoffe. Neben Holz werden in geringem Umfang auch alternative Plattenwerkstoffe wie Flachsschäben, Bagasse, und in geringem Maße auch Bambus oder Stroh verwendet.
Eingesetzt werden die Holzspanwerkstoffe im Möbel- und Innenausbau. Ungefähr 50 % der in Deutschland hergestellten Spanplatten werden zu Möbeln verarbeitet. Sie eignen sich dabei je nach Beständigkeit der Verleimung auch für Feuchträume.

## Herstellung

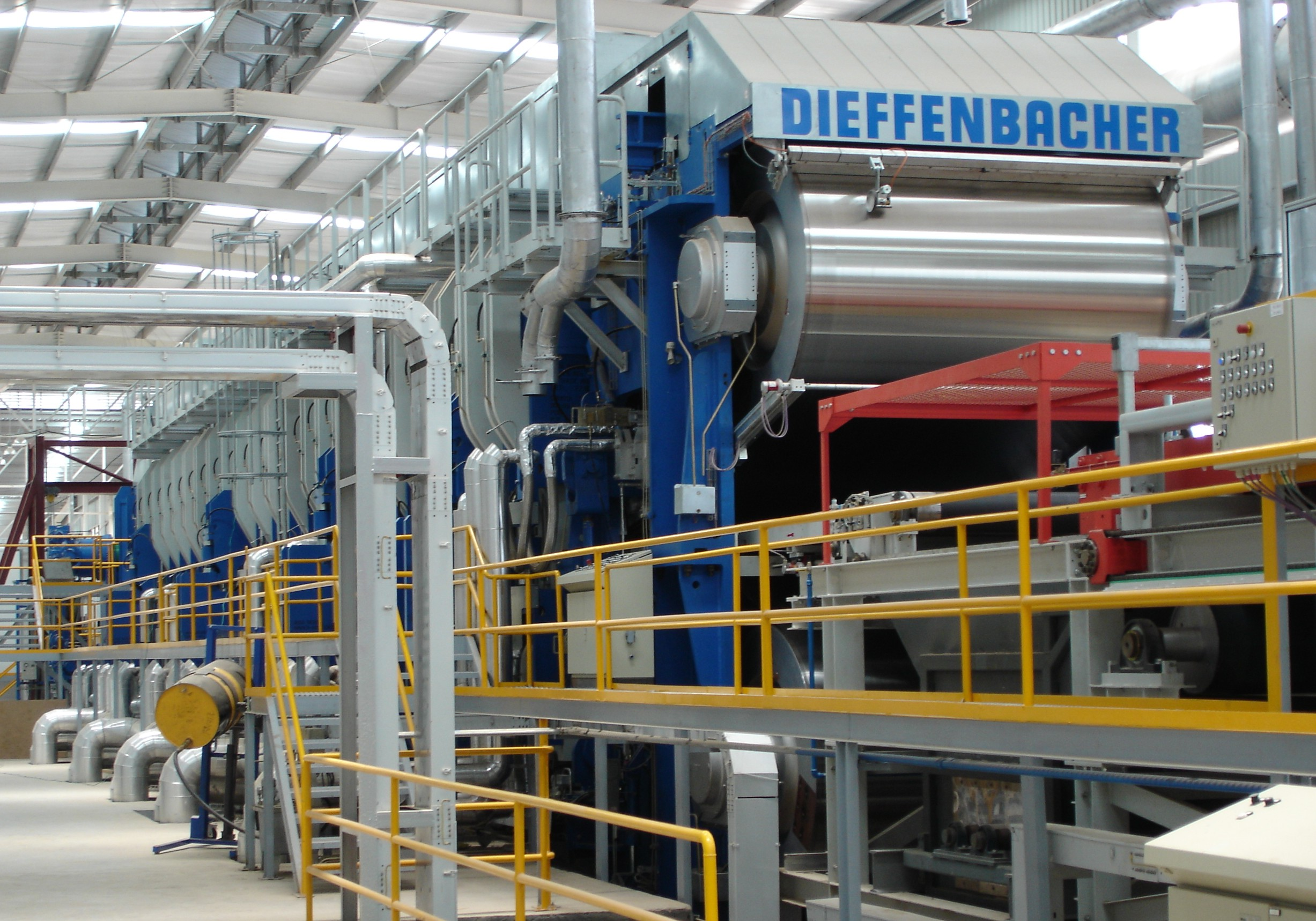
Kontinuierliche Spanplattenpresse

Der vereinfachte Herstellungsablauf der Spanplatte stellt sich wie folgt dar:
Das Rohmaterial Holz (überwiegend Nadelholz) wird mittels Hacker und Zerspaner zu Spänen zerkleinert. Für die Beleimung und das sich anschließende Pressen bedürfen die Späne einer erforderlichen Sollfeuchte (Decklage 1–8 %; Mittellage 4–6 %). Da die Späne im Normalfall diese Anforderungen nicht erfüllen, müssen sie getrocknet werden. Der Trocknungsablauf ist dabei von den Parametern Holzart, Spanabmessung, Rohdichte und Eingangsfeuchte abhängig.
Nach der Trocknung werden die Späne maschinell geschichtet. Gröbere Späne werden in der Mittelschicht eingesetzt, feinere in der Deckschicht. Durch die Schichtung können die Späne ihrem Einsatz entsprechend beleimt werden. Das Beleimen umfasst folgende Prozessstufen: Herstellen der Leimflotte, Dosierung der Späne sowie Leimauftrag und Vermischen von Spänen und Leim.
Nach dem Beleimen werden die Späne zu einem Vlies gestreut. Dies wird unter Einwirkung hoher Temperaturen (ca. 200 °C) zu Platten verpresst. Alte Pressen sind als Ein- oder Mehretagenpressen ausgeführt, moderne Systeme arbeiten jedoch in kontinuierlicher Arbeitsweise, das heißt als Endlos-Bandpressen. Nach dem Pressen werden die Platten konditioniert (Lagerung über eine Woche, um Feuchtigkeit und Wärme in der Platte auszugleichen), besäumt und geschliffen.
Spanplatten werden hauptsächlich aus Koppelprodukten der Holzbe- und verarbeitung hergestellt.

## Einteilung

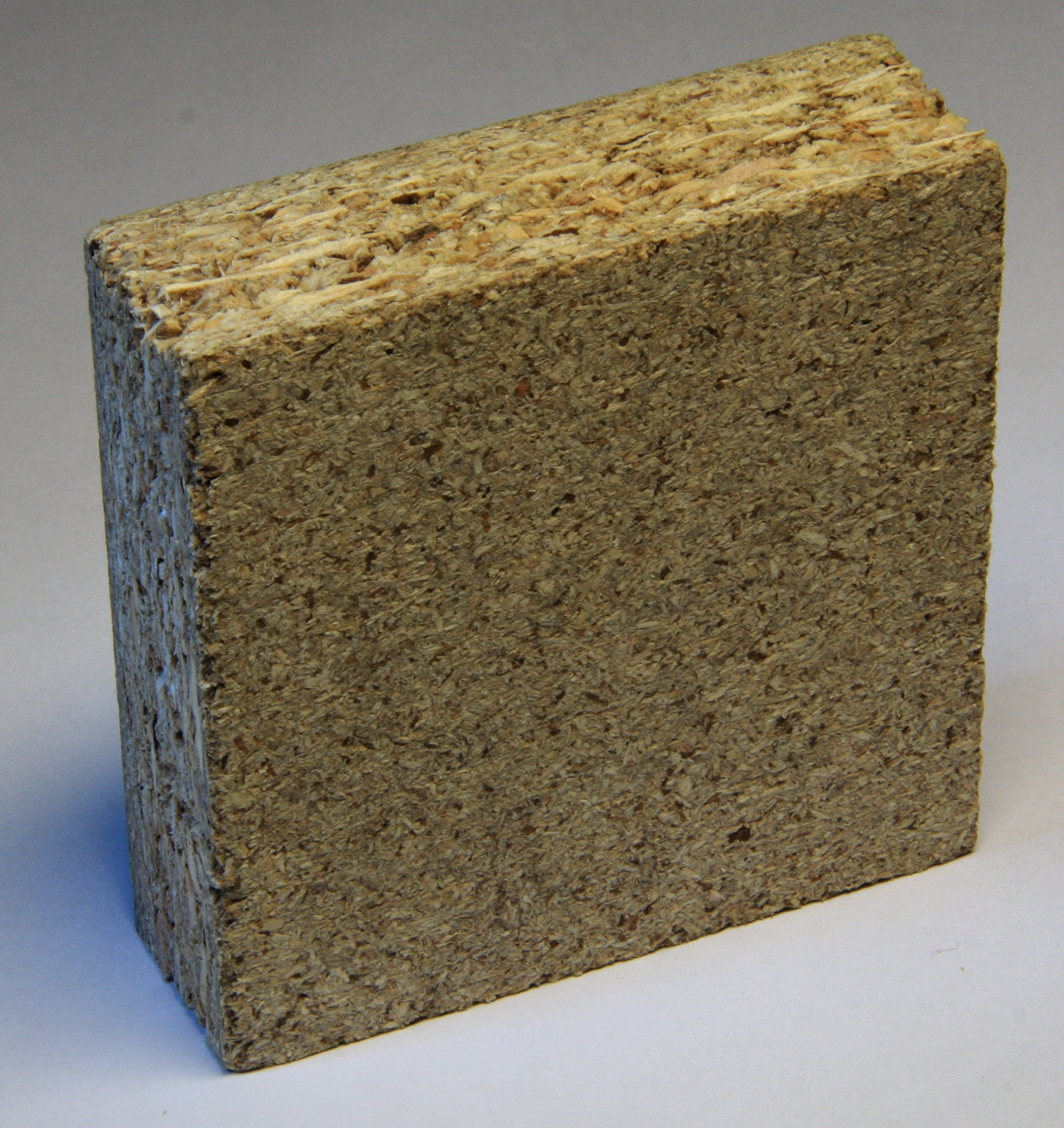
Ein kleines Stück einer Flachpressplatte

Man unterscheidet folgende Unterarten:
- Flachpressplatte (P1-7), allgemein als Spanplatte bezeichnet
  - Einschichtplatte
  - Dreischichtplatte
  - Mehrschichtplatte
  - leichte Flachpressplatte
- Strangpressplatte
  - Strangpressröhrenplatte (ET – Extruded Tubular)
  - Strangpressvollplatte (ES -Extruded Solid)
- Kunststoffbeschichtete dekorative Flachpressplatte (MFB – Melamine Faced Board), auch als Möbelbauplatte bekannt
- Spanholzformteile
- Grobspanplatte (OSB – Oriented Strand Board)
- Spanstreifenholz (LSL)

## Klebstoffe
Als Klebesysteme werden vor allem Systeme aus verschiedenen Kombinationen von Harnstoff-, Melamin- und Phenol-Formaldehyd-Klebstoffen eingesetzt. Zudem gibt es mit polymeren Isocyanat (PMDI) gebundene Platten. Die Klebstoffe zeichnen sich insbesondere durch unterschiedliche Wasser- und Heißwasserbeständigkeit aus und bestimmen damit die Langlebigkeit der Spanplattenprodukte.
Der einfachste und häufigste Typ von Spanplatten (nicht quellbeständig) wird mit dem preislich günstigsten Klebstoffsystem hergestellt, dem Harnstoff-Formaldehyd-Klebstoff, kurz UF-Klebstoff (U für Urea = Harnstoff und F für Formaldehyd). Für quellbeständige Typen werden melaminhaltige Harnstoff-Klebstoffe, kurz MUF-Klebstoffe (M für Melamin), eingesetzt. Besonders hochwertige Platten werden mit PMDI hergestellt, diese Platten liegen jedoch preislich deutlich höher.
Beim Einsatz von Klebstoffen werden folgende Verleimungsarten unterschieden:
| Verleimungsart                          | Eigenschaft                           |
| --------------------------------------- | ------------------------------------- |
| P4 (ehem. V20), Farbkennzeichnung blau  | Verleimung nicht wetterbeständig      |
| P5 (ehem. V100), Farbkennzeichnung grün | Verleimung begrenzt wetterbeständig   |
| (ehem. V100G)                           | Beständig gegen Wetter und Pilzbefall |

Die Bezeichnungen V20 und V100 nach DIN 68763 wurden ersetzt durch sieben Plattentypen der DIN EN 312 und gleichlautende technische Klassen der DIN EN 13986. Für Platten mit Holzschutzmittel gegen Pilzbefall vom ehem. Typ V100G ist keine CE-Kennzeichnung nach DIN 13986 möglich. Diese Platten benötigen eine allgemeine bauaufsichtliche Zulassung.

## Wirtschaftliche Bedeutung
Holzspanwerkstoffe sind die wirtschaftlich bedeutendsten Holzwerkstoffe in Europa. Sie machen rund ¾ der Gesamtproduktion aus. 2008 wurden europaweit 34,5 Mio. m³ Spanplatten und 3,3 Mio. m³ OSB produziert. In Deutschland betrug die Produktion von Spanplatten 2008 7,5 Mio. m³, die von OSB ca. 1 Mio. m³. Im Zuge der Finanz- und Wirtschaftskrise sank die Holzspanwerkstoffproduktion in Deutschland um 6–7 %, in Europa um 8–9 % gegenüber dem Vorjahr.

## Emissionsklassen
Es befindet sich weniger als 10 % Klebstoffanteil im Holzspanwerkstoff. Dennoch spielt diese geringe Menge bei der Schadstoffentwicklung eine große Rolle. Härten die Klebstoffe nach einer Weile aus, wird unter anderem das stechend riechende Gas Formaldehyd frei. Um die daraus resultierenden Gesundheitsgefährdungen so gering wie möglich zu halten, werden Spanplatten in drei Emissionsklassen eingeteilt. Die Klassen E2 und E3 spielen in der Praxis keine Rolle mehr, in West- und Mitteleuropa sind nur noch Platten nach der Klasse E1 am Markt.
| Emissionsklasse | Ausdünstungswert   |
| --------------- | ------------------ |
| E1              | weniger als 0,01 % |
| E2              | 0,01 % bis 0,03 %  |
| E3              | weniger als 0,06 % |

## Entwicklung
Seit einigen Jahren versucht man Klebesysteme mit Lignin (dem natürlichen Klebstoff in Holz, das als Nebenprodukt der Papierherstellung anfällt) und weiteren Klebstoffen (beispielsweise vernetzter Polyharnstoff) zu entwickeln und so die Gesundheitsbelastung zu verringern.